# 广东省茂名监狱
广东省茂名监狱是位于中国广东省茂名市化州市东南方的一座省管监狱。所在区域以石滩农场之名列为化州市的一个类似乡级单位。
茂名监狱成立于1952年，其前身是化县公安局执行股组成部分，对外称化县石滩劳改场。其后，有撤销。1972年11月，湛江地区革委会恢复石滩劳改场，更名为广东省第十九劳动改造管教队。先后隶属湛江地区公安处、广东省劳改局。
1988年1月，石滩劳动改造管教队更名为广东省石滩劳改独立大队。1992年10月，广东省人民政府对全省劳改劳教管理体制进行改革，石滩劳改独立大队移交茂名市管理。1995年4月，石滩劳改独立大队更名为广东省茂名监狱。2000年之前，茂名监狱负责关押茂名市与湛江市刑期在15年以内的犯人。2000年后，茂名监狱改作关押刑期不长于10年的犯人。同时，2000年后，所有服刑人员不再外出劳作，转为高墙内劳动。
2009年3月，网络出现举报茂名监狱管教混乱与狱警贪腐的帖子。4月，广东省纪委、省司法厅、省监狱管理局等部门会同茂名市纪委，组成调查组进入茂名监狱调查。4月10日起，根据司法部、省司法厅、省监狱管理局的统一部署，茂名监狱开展“执法管理专项教育整顿活动”。到8月份时，监狱长成加增、政委康烈天、副监狱长李忠淦、纪委书记李土新，以及陈、关、朱、彭等四个监区长已被免职。原狱政科长徐增勇，以及李、杨、黎等三个监区长已被逮捕。新组成的领导班子中，除副监狱长梁凡汉、陈连忠是原成员外，监狱长朱金生、政委朱向贤，另五位副监狱长，以及一位政治处主任，皆为新人。
2012年1月1日，广东省茂名监狱划归广东省司法厅监狱管理局管辖。

## 监区、下属机构
茂名监狱面积1.35平方公里，石滩河从北向南贯穿流过。下设9个监区（含监狱医院）、7个机关办公室、1个警务保障中心、1个企业子公司。
2009年报道提及，茂名监狱第一至第六监区主要从事皮手套生产和毛衣生产，第七监区从事藤编家具生产。每个监区占用两栋监舍，关押几百犯人。每个监区又细分为四个分监区，或称分队。2008年4月，成立第八监区，主要从事牛仔裤生产。
在国家统计局网站，以石滩农场之名，下辖以下地区：石滩农场虚拟社区。